# Vampire Survivors
A Vampire Survivors egy 2022-es roguelike shoot 'em up videójáték, amelyet Luca Galante (Poncle) fejlesztett és adott ki, Windowsra, macOS-re, Xbox One, Xbox Series X/S, PlayStation 4, PlayStation 5 és Nintendo Switch konzolokra, valamint Android és iOS okostelefonokra.

## Játékmenet
Ez egy roguelike stílusú túlélőjáték, amelyben a játékosok különböző karakterek közül választhatnak, mindegyikük eltérő kezdőfegyverekkel és bónuszokkal rendelkezik. A játékosok egy végtelen pályán mozognak, amely automatikusan generált és ismétlődő elrendezéssel bír. A fegyverek önállóan támadnak, és a cél az, hogy minél tovább túléljünk a folyamatosan érkező szörnyhullámok ellen, amelyek érintésükkel sebzést okoznak. A szörnyek legyőzésével és a pálya felfedezésével tapasztalati drágaköveket lehet gyűjteni, amelyek szintlépést tesznek lehetővé; "floor chicken" nevű tárgyakat, amelyek visszaállítják az életerőt; valamint egyéb hasznos eszközöket. Minden szintlépésnél a játékos három vagy négy fegyver vagy passzív fejlesztés közül választhat. Ha a játékos hat fegyvert és hat passzív fejlesztést összegyűjtött és teljesen felfejlesztett, akkor a további szintlépések során már csak aranyérméket vagy "floor chicken"-t kaphat. A fegyverek és fejlesztések másik módja a ládák kinyitása, amelyeket különösen erős szörnyek ejtenek el. Ezek a ládák egy, három vagy akár öt véletlenszerű tárgyat is tartalmazhatnak. A legtöbb fegyver rendelkezik egy végső, fejlettebb formával, amelyet akkor lehet elérni, ha a fegyvert teljesen felfejlesztettük, és teljesítettük a hozzá kapcsolódó egyéb speciális feltételeket. Ezt követően egy láda kinyitásával az adott fegyver végső formájába lép. A Vampire Survivors játékmenetének van egy puha időkorlátja, amely 15, 20 vagy 30 perc lehet a kiválasztott pályától függően. Amikor ez az időkorlát lejár, minden ellenség eltűnik a pályáról, és megjelenik egy végső, rendkívül erős ellenfél, a Reaper. Ezt követően minden további percben egy újabb Reaper jelenik meg, biztosítva a játékos elkerülhetetlen vereségét. Ha egy menet eléri vagy meghaladja a pálya időkorlátját, az sikeres teljesítésnek számít, és bónusz aranyérmékkel jutalmazza a játékost. A menetek között a megszerzett aranyérmék új karakterek és állandó fejlesztések megvásárlására használhatók fel. Különböző kihívások teljesítésével a játékos új pályákat, fegyvereket és karaktereket is feloldhat, valamint különféle játékmódosítókat aktiválhat. Ilyen például az endless mode, amely eltávolítja az időkorlátot, a hyper mode, amely növeli a játékos és az ellenségek sebességét, valamint a limit break mode, amely lehetővé teszi a fegyverek tulajdonságainak további fejlesztését a maximális szint elérése után is. A játékosok golden egg-eket is szerezhetnek bizonyos ellenségek legyőzésével vagy egy játékon belüli kereskedőtől vásárolva, amelyek állandó attribútumnövelést biztosítanak az adott karakter számára.

## Cselekmény
A játék vidéki olaszországi helyszínen játszódik. A gonosz Bisconte Draculó (akinek karaktere a Drakula grófról van mintázva) által megidézett szörnyek hordái pusztítják el a vidéket, így a Belpaese család és más hősök vállalják, hogy levadásszák és legyőzik Draculót. Küldetésük során olyan szörnyekkel teli helyszíneken kalandoznak, mint egy átkozott erdő, egy kísértetjárta könyvtár, egy elhagyatott tejüzem, egy baljós torony és egy másvilági kápolna, mindezek pedig egy csatában csúcsosodnak ki, ahol egy eldritch (másvilági) lény, az úgynevezett "The Director" (A Rendező) vár rájuk.

## Fejlesztés
Az olasz fejlesztő, Luca "poncle" Galante 2020-ban kezdte el fejleszteni a Vampire Survivors játékot a Phaser segítségével, miközben munkanélküli volt. A játék a 2019-es Magic Survival című mobiljáték ihlette, amely szintén tartalmazott egy karaktert, aki automatikusan támadta az ellenségeket. A korai hozzáférésű verzió fejlesztése körülbelül egy évet vett igénybe, és Galante körülbelül 1,100 fontot költött eszközökre, művészeti elemekre és zenére. A Vampire Survivors fejlesztése előtt Galante a szerencsejáték-iparban dolgozott, ahol a nyerőgépek számára készült feltűnő grafikák ismeretét felhasználta a játék mellkasnyitó animációinak vonzerejeként. Galante az itch.io-n tette elérhetővé a Vampire Survivors kezdeti verzióját, de nem tapasztalt jelentős érdeklődést. Ezt követően úgy döntött, hogy Steamre is kiadja a játékot, alacsonyan tartva az árat, mivel a játék minimalista művészeti stílussal rendelkezett. Az alacsony ár lehetővé tette, hogy a játék szélesebb közönséghez jusson el. Ugyanazon a napon azonban elkapta a COVID-19-et, és inkább a felépülésére összpontosított, mintsem arra, hogy hogyan teljesít a játék eladások terén. 2022 elején tudta meg, hogy a játék felkeltette néhány YouTuber figyelmét, ami a Steam-es eladások növekedéséhez vezetett.

## Fogadtatás
| Összegzőoldal | Értékelés |
| ------------- | --------- |
| Metacritic    | 86/100    |

| Szerző         | Értékelés |
| -------------- | --------- |
| Edge           | 7/10      |
| Eurogamer      | Ajánlott  |
| Game Informer  | 9,75/10   |
| Hardcore Gamer | 4,5/5     |
| IGN            | 8/10      |
| Jeuxvideo.com  | 15/20     |
| Nintendo Life  | 9/10      |
| PC Gamer (US)  | 87/100    |
| PCMag          | 4/5       |
| TouchArcade    | 4,5/5     |

A Vampire Survivors "általánosan kedvező" értékeléseket kapott a Metacritic értékelőoldalon.
Ian Walker a Kotakutól és Graham Smith a Rock Paper Shotguntól dicsérték a játékot, mindketten a dopaminhoz hasonlították, kiemelve, hogy rendkívül addiktív és szórakoztató élményt nyújt.

## Díjak, elismerések
| Év   | Díj                           | Kategória                                 | Eredmények            |
| ---- | ----------------------------- | ----------------------------------------- | --------------------- |
| 2022 | The Game Awards               | Legjobb debütáló indie játék              | Jelölve               |
| 2022 | Golden Joystick Awards        | Áttörés díj                               | Elnyerte              |
| 2022 | Golden Joystick Awards        | Legjobb korai hozzáférésű indulás         | Jelölve               |
| 2022 | The Steam Awards              | Legjobb út közben játszható játék         | Jelölve               |
| 2023 | New York Game Awards          | Off Broadway díj a legjobb indie játéknak | Elnyerte              |
| 2023 | New York Game Awards          | Big Apple díj az év legjobb játékának     | Jelölve               |
| 2023 | D.I.C.E. Awards               | Az év akció játéka                        | Elnyerte              |
| 2023 | D.I.C.E. Awards               | Az év játéka                              | Jelölve               |
| 2023 | D.I.C.E. Awards               | Kiemelkedő teljesítmény indie játéknál    | Jelölve               |
| 2023 | D.I.C.E. Awards               | Kiemelkedő játékdizájn                    | Jelölve               |
| 2023 | Game Developers Choice Awards | Az év játéka                              | Tiszteletbeli említés |
| 2023 | Game Developers Choice Awards | Legjobb dizájn                            | Tiszteletbeli említés |
| 2023 | Game Developers Choice Awards | Legjobb bemutatkozó cím                   | Jelölve               |
| 2023 | British Academy Games Awards  | Legjobb játék                             | Elnyerte              |
| 2023 | British Academy Games Awards  | Legjobb dizájn                            | Elnyerte              |
| 2023 | British Academy Games Awards  | Legjobb brit játék                        | Jelölve               |
| 2023 | British Academy Games Awards  | Legjobb debütáló játék                    | Jelölve               |
| 2023 | British Academy Games Awards  | Legjobb eredeti cím                       | Jelölve               |

## Fordítás
Ez a szócikk részben vagy egészben  a   Vampire Survivors című angol Wikipédia-szócikk ezen változatának fordításán alapul.  Az eredeti cikk szerkesztőit annak laptörténete sorolja fel. Ez a jelzés csupán a megfogalmazás eredetét és a szerzői jogokat jelzi, nem szolgál a cikkben szereplő információk forrásmegjelöléseként.